# Domingo Arcángel López
Domingo Arcángel López Osornio (Ensenada, Buenos Aires, Argentina, 18 de septiembre de 1937) es un exfutbolista argentino. Jugaba de centrocampista y su primer club fue Estudiantes de La Plata.

## Carrera
Comenzó su carrera en 1959 jugando para Estudiantes de La Plata. Jugó para ese club hasta 1960. Ese año se pasó a River Plate. Jugó para ese club hasta 1961. En ese año se fue a Portugal para formar parte del Vitória. Juega para el club portugués hasta 1962. En ese año se fue a España para integrar el plantel de CD Ourense. Jugó ahí hasta 1964. Ese año se pasó a las filas del Deportivo de La Coruña. Jugó para ese equipo hasta 1966. En ese año se pasó al Gimnástica de Torrelavega, en donde estuvo jugando hasta 1967. En ese año se pasó al Xerez CD, quedándose en ese club hasta 1968. En ese año se fue a Estados Unidos para sumarse al Baltimore Bays. En ese año regresó a España para sumarse a las filas del CD Alcoyano, donde jugó hasta 1969. En ese año se pasó a la UD Salamanca][1970.En 1971  y durante dos temporadas juega en Pretoria (Sudáfrica). Regresa a España y se retira en las filas del CD Orense donde pasa a ejercer labores de secretario técnico. Posteriormente se dedicara a entrenar a equipos de la provincia compaginando esta labor con la de ojeador para equipos como el Español de Barcelona y el Atlético de Madrid.

## Clubes
| Club                      | País           | Año       |
| ------------------------- | -------------- | --------- |
| Estudiantes de La Plata   | Argentina      | 1959-1960 |
| River Plate               | Argentina      | 1960-1961 |
| Vitória                   | Portugal       | 1961-1962 |
| Ourense                   | España         | 1963-1964 |
| Deportivo de La Coruña    | España         | 1964-1966 |
| Gimnástica de Torrelavega | España         | 1966-1967 |
| Xerez CD                  | España         | 1967-1968 |
| Baltimore Bays            | Estados Unidos | 1968      |
| CD Alcoyano               | España         | 1968-1969 |
| UD Salamanca              | España         | 1969-1970 |

- Datos: Q5812702